# CIECAM02

관찰 시야 모델. 축척에 맞춰 그려지지 않음.

비색법에서 CIECAM02는 국제 조명 위원회(CIE) 기술 위원회 8-01(색 관리 시스템을 위한 색 외관 모델링)이 2002년에 발표한 색 외관 모델이며 CIECAM97s의 후속 모델이다.
이 모델의 두 가지 주요 부분은 색 순응 변환인 CIECAT02와 색 외관의 여섯 가지 기술적으로 정의된 차원에 대한 수학적 상관 관계를 계산하기 위한 방정식이다: 명도(휘도), 밝기, 채도, 크로마, 채도, 색상.
명도는 물체가 주변 환경과 조명에 따라 얼마나 밝게 보이는지에 대한 주관적인 외관이다. 밝기는 색상이 얼마나 밝게 보이는지에 대한 주관적인 외관이다. 채도는 색상과 회색 사이의 차이 정도이다. 크로마는 유사한 시야 조건에서 흰색으로 보이는 다른 색상의 명도와 관련된 채도이다. 이는 주어진 크로마의 표면이 조명 수준이 증가함에 따라 채도가 증가한다는 사실을 설명한다. 채도는 색상 자체의 명도와 관련된 채도이다. 색상은 자극이 빨강, 초록, 파랑, 노랑, 즉 소위 고유색상으로 묘사되는 자극과 얼마나 유사하거나 다른지 설명할 수 있는 정도이다. 물체의 외관을 구성하는 색상은 물체 표면을 구성하는 색상에 대해 이야기할 때는 밝기와 크로마로, 물체에서 방출되거나 반사되는 빛에 대해 이야기할 때는 명도, 채도 및 채도로 가장 잘 설명된다.
CIECAM02는 자극의 삼자극치, 순응하는 화이트 포인트의 삼자극치, 순응 배경, 주변 휘도 정보, 그리고 관찰자가 조명을 고려하지 않는지(색채항등성이 적용되는지)를 입력으로 받는다. 이 모델은 이러한 외관 속성을 예측하거나, 고유한 시야 조건에 대한 순방향 및 역방향 구현을 통해 해당 색상을 계산하는 데 사용될 수 있다.
윈도우 비스타에서 도입된 윈도우 컬러 시스템은 출력 장치 간의 색역 매핑을 위해 캐논의 큐아노스(キュアノス) 기술을 사용하며, 이는 다시 색상 일치를 위해 CIECAM02를 사용한다.

## 시야 조건
안쪽 원은 자극이며, 2° 표준 관찰자를 사용하여 CIE XYZ로 삼자극치를 측정해야 한다. 중간 원은 프록시멀 필드(근접 시야)이며, 2° 더 확장된다. 바깥쪽 원은 배경이며, 10°까지 확장되며 상대 휘도(Yb)를 측정해야 한다. 프록시멀 필드가 배경과 같은 색상인 경우 배경은 자극에 인접한 것으로 간주된다. 디스플레이 필드(디스플레이 영역, 시야 영역)를 구성하는 원들을 넘어서는 주변 필드(또는 주변 영역)는 전체 방으로 간주될 수 있다. 프록시멀 필드, 배경 및 주변의 총합을 순응 필드(순응을 지원하는 시야 – 시야 한계까지 확장)라고 한다.
문헌을 참조할 때, 채택된 화이트 포인트(계산 화이트 포인트)와 순응된 화이트 포인트(관찰자 화이트 포인트)라는 용어의 차이를 아는 것도 유용하다. 혼합 모드 조명에서는 정신물리학적 현상이 작용하기 때문에 이 구분이 중요할 수 있다. 이는 연구 주제이다.

## 매개변수 결정표
CIECAM02는 평균, 어두운, 어둠의 세 가지 주변(주변) 조건을 정의하며, 이 문서의 나머지 부분에서 참조하기 위해 관련 매개변수가 여기에 정의되어 있다.
| 주변 조건 | 주변 비율     | F   | c     | Nc  | 적용                        |
| --------- | ------------- | --- | ----- | --- | --------------------------- |
| 평균      | SR > 0.15     | 1.0 | 0.69  | 1.0 | 표면 색상 보기              |
| 어두운    | 0 < SR < 0.15 | 0.9 | 0.59  | 0.9 | 텔레비전 시청               |
| 어둠      | SR = 0        | 0.8 | 0.525 | 0.8 | 어두운 방에서 프로젝터 사용 |

- SR = Lsw / Ldw: 주변 시야에서 측정된 기준 백색(white point)의 절대 휘도와 디스플레이 영역의 비율. 0.2 계수는 "회색 세계" 가정(~18%–20% 반사율)에서 파생된다. 이는 주변 휘도가 중간 회색보다 어두운지 밝은지를 테스트한다.
- F: 순응 정도를 결정하는 요인
- c: 주변 환경의 영향
- Nc: 색 유도 계수

중간 조건의 경우 이 값들은 선형 보간될 수 있다.
나중에 필요할 적응장 휘도(adapting field luminance)의 절대 휘도는 광도계로 측정해야 한다. 광도계가 없는 경우 참조 백색을 사용하여 계산할 수 있다:
{\displaystyle L_{A}={\frac {E_{w}}{\pi }}{\frac {Y_{b}}{Y_{w}}}={\frac {L_{W}Y_{b}}{Y_{w}}}}
여기서 Yb는 배경의 상대 휘도이고, Ew = πLW는 럭스 단위의 기준 백색의 조도이며, LW는 cd/m2 단위의 기준 백색의 절대 휘도이고, Yw는 적응장 내 기준 백색의 상대 휘도이다. 알 수 없는 경우 적응장은 평균 반사율("회색 세계" 가정)을 가진다고 가정할 수 있다: LA = LW / 5.
참고: LW, 즉 cd/m2 단위의 기준 백색의 절대 휘도와 LMS 색 공간의 빨강 원추 반응 Lw를 혼동하지 않도록 주의해야 한다.

## 색 순응

### 요약
1. 순응을 준비하기 위해 "스펙트럼 선명화된" CAT02 LMS 공간으로 변환한다. 스펙트럼 선명화는 삼자극치 값을 더 날카롭고 집중된 스펙트럼 민감도에서 나온 새로운 값으로 변환하는 것이다. 이는 특히 파란색 영역에서 색채 항등성을 돕는다고 주장된다. (Finlayson et al. 94, Spectral Sharpening:Sensor Transformations for Improved Color Constancy와 비교)
2. CAT02("수정된 CMCCAT2000 변환"으로도 알려짐)를 사용하여 색 순응을 수행한다.
3. 원추 기본에 더 가까운 LMS 공간으로 변환한다. 지각 속성 상관 관계를 예측하는 것은 이러한 공간에서 가장 잘 수행된다고 주장된다.[5]
4. 순응 후 원추 반응 압축을 수행한다.

### CAT02
XYZ에 있는 삼자극치의 집합이 주어지면, 해당 LMS 값은 MCAT02 변환행렬(CIE 1931 2° 표준 색도계 관찰자를 사용하여 계산됨)에 의해 결정될 수 있다. 테스트 조명에서의 샘플 색상은 다음과 같다:
{\displaystyle {\begin{bmatrix}L\\M\\S\end{bmatrix}}=\mathbf {M} _{\mathit {CAT02}}{\begin{bmatrix}X\\Y\\Z\end{bmatrix}},\quad \mathbf {M} _{\mathit {CAT02}}={\begin{bmatrix}\;\;\,0.7328&0.4296&-0.1624\\-0.7036&1.6975&\;\;\,0.0061\\\;\;\,0.0030&0.0136&\;\;\,0.9834\end{bmatrix}}}.
LMS 상태가 되면 D 매개변수를 선택하여 화이트 포인트를 원하는 정도로 순응시킬 수 있다. 일반 CAT02의 경우, 참조 조명에서 해당 색상은 다음과 같다:
{\displaystyle {\begin{aligned}L_{c}&={\Big (}{\frac {Y_{w}L_{wr}}{Y_{wr}L_{w}}}D+1-D{\Big )}L\\M_{c}&={\Big (}{\frac {Y_{w}M_{wr}}{Y_{wr}M_{w}}}D+1-D{\Big )}M\\S_{c}&={\Big (}{\frac {Y_{w}S_{wr}}{Y_{wr}S_{w}}}D+1-D{\Big )}S\\\end{aligned}}}
여기서 Yw / Ywr 계수는 두 조명이 동일한 색도를 가지지만 다른 기준 백색을 가짐을 설명한다. 아래첨자는 테스트(w) 및 참조 조명(wr) 아래에서 백색에 대한 원추 반응을 나타낸다. 순응(할인) 정도 D는 순응 없음(자극이 자체 발광하는 것으로 간주됨)에 대해 0으로 설정하고 완전 순응(색채항등성)에 대해 1로 설정할 수 있다. 실제로는 다이어그램에서 볼 수 있듯이 0.65에서 1.0까지 범위가 달라진다. 중간 값은 다음을 통해 계산할 수 있다:
{\displaystyle D=F\left(1-\textstyle {\frac {1}{3.6}}e^{-(L_{A}+42)/92}\right)}
여기서 주변 F는 위에서 정의한 바와 같고 LA는 cd/m2 단위의 순응장 휘도이다.

F_{L} 대 L_{A}의 로그-로그 플롯 (L_{A}는 10^{−4}에서 10^{4}까지, F_{L}은 10^{−4}에서 10까지). F_{L}의 세제곱근 근사치는 이다.

CIECAM02에서 참조 조명은 동일한 에너지(Lwr = Mwr = Swr = 100)를 가지며 참조 백색은 완전 반사 확산체(즉, 단일 반사율, Ywr = 100)이므로:
{\displaystyle {\begin{aligned}L_{c}&={\Big (}{\frac {Y_{w}}{L_{w}}}D+1-D{\Big )}L\\M_{c}&={\Big (}{\frac {Y_{w}}{M_{w}}}D+1-D{\Big )}M\\S_{c}&={\Big (}{\frac {Y_{w}}{S_{w}}}D+1-D{\Big )}S\\\end{aligned}}}
더 나아가, 두 조명에서 참조 백색이 Y 삼자극치(Ywr = Yw)를 가진다면:
{\displaystyle {\begin{aligned}L_{c}&={\Big (}{\frac {L_{wr}}{L_{w}}}D+1-D{\Big )}L\\M_{c}&={\Big (}{\frac {M_{wr}}{M_{w}}}D+1-D{\Big )}M\\S_{c}&={\Big (}{\frac {S_{wr}}{S_{w}}}D+1-D{\Big )}S\\\end{aligned}}}

### 순응 후
순응 후, 원추 반응은 XYZ로 갔다가 되돌아오는 방식을 통해 헌트-포인터-에스테베스 공간으로 변환된다:
{\displaystyle {\begin{bmatrix}L'\\M'\\S'\end{bmatrix}}=\mathbf {M} _{H}{\begin{bmatrix}X_{c}\\Y_{c}\\Z_{c}\end{bmatrix}}=\mathbf {M} _{H}\mathbf {M} _{CAT02}^{-1}{\begin{bmatrix}L_{c}\\M_{c}\\S_{c}\end{bmatrix}}}
{\displaystyle \mathbf {M} _{H}={\begin{bmatrix}\;\;\,0.38971&0.68898&-0.07868\\-0.22981&1.18340&\;\;\,0.04641\\\;\;\,0.00000&0.00000&\;\;\,1.00000\end{bmatrix}}}

일 때 log L′_{a} 대 log L′

위에 있는 행렬은 CIECAM97s에서 계승되었으며, 0.38971 + 0.68898 – 0.07868 = 1.00001이므로 1⃗ ≠ MH1⃗이라는 불행한 속성을 가지며, 결과적으로 회색이 0이 아닌 크로마를 가진다. 이는 CAM16이 해결하고자 하는 문제이다.
마지막으로, 반응은 일반화된 미카엘리스-멘텐 방정식(옆에 그림과 같음)을 기반으로 압축된다.
{\displaystyle k={\frac {1}{5L_{A}+1}}}
{\displaystyle F_{L}=\textstyle {\frac {1}{5}}k^{4}\left(5L_{A}\right)+\textstyle {\frac {1}{10}}{(1-k^{4})}^{2}{\left(5L_{A}\right)}^{1/3}}
FL은 휘도 수준 순응 계수이다.
{\displaystyle {\begin{aligned}L'_{a}&={\frac {400{\left(F_{L}L'/100\right)}^{0.42}}{27.13+{\left(F_{L}L'/100\right)}^{0.42}}}+0.1\\M'_{a}&={\frac {400{\left(F_{L}M'/100\right)}^{0.42}}{27.13+{\left(F_{L}M'/100\right)}^{0.42}}}+0.1\\S'_{a}&={\frac {400{\left(F_{L}S'/100\right)}^{0.42}}{27.13+{\left(F_{L}S'/100\right)}^{0.42}}}+0.1\end{aligned}}}
앞서 언급했듯이, 배경의 휘도 수준을 알 수 없는 경우 "중간 회색" 가정을 사용하여 백색 지점의 절대 휘도로 LA = LW / 5로 추정할 수 있다. (FL에 대한 표현은 편의상 5LA로 주어진다.) 명순응 조건에서는 휘도 수준 순응 계수(FL)가 순응장 휘도(LA)의 세제곱근에 비례한다. 암순응 조건에서는 LA에 비례한다(휘도 수준 순응이 없음을 의미). 명순응 한계는 대략 LW = 1이다(위 FL–LA 그래프 참조).

## 외관 상관 관계
CIECAM02는 노랑-파랑, 빨강-초록, 명도, 채도에 대한 상관 관계를 정의한다. 몇 가지 예비 정의를 해 보자.
{\displaystyle {\begin{aligned}C_{1}&=L_{a}^{\prime }-M_{a}^{\prime }\\C_{2}&=M_{a}^{\prime }-S_{a}^{\prime }\\C_{3}&=S_{a}^{\prime }-L_{a}^{\prime }\end{aligned}}}
빨강-초록 상관 관계 (a)는 고유 노랑 기준(C1 = C2 / 11)으로부터 C1의 편차 크기이며, 노랑-파랑 상관 관계 (b)는 고유 빨강(C1 = C2) 및 고유 초록(C1 = C3)으로부터 C1의 편차 크기 평균을 기반으로 한다.
{\displaystyle {\begin{aligned}a&=C_{1}-\textstyle {\frac {1}{11}}C_{2}&=L_{a}^{\prime }-\textstyle {\frac {12}{11}}M_{a}^{\prime }+\textstyle {\frac {1}{11}}S_{a}^{\prime }\\b&=\textstyle {\frac {1}{2}}\left(C_{2}-C_{1}+C_{1}-C_{3}\right)/4.5&=\textstyle {\frac {1}{9}}\left(L_{a}^{\prime }+M_{a}^{\prime }-2S_{a}^{\prime }\right)\end{aligned}}}
4.5 계수는 짧은 파장(눈이 파란색에 덜 민감함)에 원추세포가 더 적다는 사실을 설명한다. 항의 순서는 b가 푸른색보다 노란색에서 양수가 되도록 한다.
색상 각 (h)은 직교 좌표 (a, b)를 극좌표로 변환하여 찾을 수 있다.
{\displaystyle h=\angle (a,b)=\operatorname {atan2} (b,a),\ (0\leq h<360^{\circ })}
편심률(et)과 색상 구성(H)을 계산하려면 다음 표를 참조하여 색상이 어느 사분면에 있는지 결정한다. hi ≤ h′ < hi+1이 되도록 i를 선택하며, 여기서 h′ = h는 h > h1일 때이고, 그렇지 않으면 h′ = h + 360°이다.
|    | 빨강  | 노랑  | 초록   | 파랑   | 빨강   |
| -- | ----- | ----- | ------ | ------ | ------ |
| i  | 1     | 2     | 3      | 4      | 5      |
| hi | 20.14 | 90.00 | 164.25 | 237.53 | 380.14 |
| ei | 0.8   | 0.7   | 1.0    | 1.2    | 0.8    |
| Hi | 0.0   | 100.0 | 200.0  | 300.0  | 400.0  |

{\displaystyle {\begin{aligned}H&=H_{i}+{\frac {100(h^{\prime }-h_{i})/e_{i}}{(h^{\prime }-h_{i})/e_{i}+(h_{i+1}-h^{\prime })/e_{i+1}}}\\e_{t}&=\textstyle {\frac {1}{4}}\left[\cos \left(\textstyle {\frac {\pi }{180}}h+2\right)+3.8\right]\end{aligned}}}
(이는 표에 제시된 편심률 계수와 정확히 같지는 않다.)
무색 반응 A를 계산한다:
{\displaystyle A=(2L_{a}^{\prime }+M_{a}^{\prime }+\textstyle {\frac {1}{20}}S_{a}^{\prime }-0.305)N_{bb}}
여기서
{\displaystyle {\begin{aligned}&N_{bb}=N_{cb}=0.725n^{-0.2}\\&n=Y_{b}/Y_{w}\end{aligned}}}.
밝기의 상관 관계는
{\displaystyle J=100\left(A/A_{w}\right)^{cz}}
여기서 c는 주변 환경의 영향(위 참조)이고,
{\displaystyle z=1.48+{\sqrt {n}}}.
명도의 상관 관계는
{\displaystyle Q=\left(4/c\right){\sqrt {\textstyle {\frac {1}{100}}J}}\left(A_{w}+4\right)F_{L}^{1/4}}.
그 다음 임시 수량 t를 계산한다.
{\displaystyle t={\frac {\textstyle {\frac {50\,000}{13}}N_{c}N_{cb}e_{t}{\sqrt {a^{2}+b^{2}}}}{L_{a}^{\prime }+M_{a}^{\prime }+\textstyle {\frac {21}{20}}S_{a}^{\prime }}}}
크로마의 상관 관계는
{\displaystyle C=t^{0.9}{\sqrt {\textstyle {\frac {1}{100}}J}}(1.64-0.29^{n})^{0.73}}.
채도의 상관 관계는
{\displaystyle M=C\cdot F_{L}^{1/4}}.
포화도의 상관 관계는
{\displaystyle s=100{\sqrt {M/Q}}}.

## 색 공간
CIECAM02의 외관 상관 관계인 J, a, b는 시야 조건이 고정되어 있는 한 색차 (색 공간)를 계산하는 데 사용할 수 있는 균일한 색 공간을 형성한다. 더 일반적으로 사용되는 파생 모델은 CAM02 균일 색 공간(CAM02-UCS)으로, 실험 데이터와 더 잘 일치하도록 조정된 확장 모델이다.

## 인간 시각 처리 모델로서의 CIECAM02
다른 많은 색 모델과 마찬가지로 CIECAM02는 인간의 색상 인식을 모델링하는 것을 목표로 한다. CIECAM02 모델은 이전 CIELAB 색 공간 모델에 비해 1차 시각 피질의 신경 활동을 더 그럴듯하게 모델링하는 것으로 나타났다. 특히, 무채색 반응 A와 빨강-초록 상관 관계 a 모두 각각의 특성 지연과 함께 EMEG 활동(동기화)과 일치시킬 수 있다.

## 같이 보기
- CIELAB 색 공간
- CIE 1931 색 공간
- 색 외관 모델

## 추가 자료
- CIE TC 8-01 (2004). 《A Color appearance model for color management systems》. Publication 159. 빈: CIE 중앙 사무국. ISBN 3-901906-29-0. 2011년 4월 13일에 원본 문서에서 보존된 문서. 2008년 4월 28일에 확인함.
- Fairchild, Mark D. (2004년 11월 9일). “Color Appearance Models: CIECAM02 and Beyond” (PDF). IS&T/SID 12th Color Imaging Conference. 2020년 9월 11일에 원본 문서 (PDF)에서 보존된 문서. 2008년 2월 11일에 확인함.
- Schlömer, Nico (2018). 《Algorithmic improvements for the CIECAM02 and CAM16 color appearance models》. arXiv:1802.06067.